# Natação nos Jogos Pan-Americanos de 1999 - 400 m medley masculino
O evento dos 400 m medley masculino nos Jogos Pan-Americanos de 1999 foi realizado em Winnipeg, Canadá, em 3 de agosto de 1999. O último campeão dos Jogos Pan-Americanos foi  Curtis Myden, do Canadá.
Essa corrida consistiu em oito voltas em quatro estilos em piscina olímpica.

## Resultados
Todos os tempos estão em minutos e segundos.
| CHAVE: | q | Mais rápidos não-classificados | Q | Classificados | GR | Recorde dos jogos | NR | Recorde nacional | PB | Melhor marca pessoal | SB | Melhor marca na temporada |

### Eliminatórias
A primeira fase foi realizada em 3 de agosto.
| Posição | Nome          | Nação              | Tempo   | Notas |
| ------- | ------------- | ------------------ | ------- | ----- |
| 1       | Eric Donnelly | USA Estados Unidos | 4:19.72 | Q     |
| 2       | Joe Montague  | USA Estados Unidos | 4:21.65 | Q     |
| 3       | -             | -                  | -       | Q     |
| 4       | -             | -                  | -       | Q     |
| 5       | -             | -                  | -       | Q     |
| 6       | -             | -                  | -       | Q     |
| 7       | -             | -                  | -       | Q     |
| 8       | -             | -                  | -       | Q     |

### Final B
A final B foi realizada em 3 de agosto.
| Posição | Nome             | Nação                 | Tempo   | Notas |
| ------- | ---------------- | --------------------- | ------- | ----- |
| 9       | George Bovell    | TRI Trinidad e Tobago | 4:33.16 |       |
| 10      | Sebastian Thoret | ECU Equador           | 4:36.20 |       |
| 11      | M.O.Burgos       | CHI Chile             | 4:36.69 |       |
| 12      | Pablo Banfi      | CHI Chile             | 4:45.24 |       |
| 13      | E.Aguilar        | ESA El Salvador       | 4:45.53 |       |
| 14      | Sergio Cabrera   | PAR Paraguai          | 4:45.92 |       |
| 15      | Gianmarco Mosto  | PER Peru              | 4:53.87 |       |

### Final A
A final A foi realizada em 3 de agosto.
| Posição           | Nome               | Nação              | Tempo   | Notas |
| ----------------- | ------------------ | ------------------ | ------- | ----- |
| Medalha de ouro   | Curtis Myden       | CAN Canadá         | 4:15.52 | GR    |
| Medalha de prata  | Eric Donnelly      | USA Estados Unidos | 4:17.86 |       |
| Medalha de bronze | Owen von Richter   | CAN Canadá         | 4:19.62 |       |
| 4                 | Joe Montague       | USA Estados Unidos | 4:21.83 |       |
| 5                 | Alejandro Bermúdez | COL Colômbia       | 4:27.11 |       |
| 6                 | Gunter Rodríguez   | CUB Cuba           | 4:28.86 |       |
| 7                 | Juan Veloz         | MEX México         | 4:30.48 |       |
| 8                 | Jeremy Knowles     | BAH Bahamas        | 4:35.47 |       |